# Hemidactylus maculatus
Hemidactylus maculatus är en ödleart som beskrevs av  Duméril och BIBRON 1836. Hemidactylus maculatus ingår i släktet Hemidactylus och familjen geckoödlor.

## Underarter
Arten delas in i följande underarter:
- H. m. maculatus
- H. m. hunae